# Bersagliers
Les bersagliers (en italien bersaglieri) sont un corps de l'Armée de terre italienne. Créée en 1836 par le général Alessandro La Marmora pour servir dans l'Armée royale sarde, qui deviendra plus tard l'Armée royale d'Italie, cette unité d'infanterie légère est caractérisée par sa grande mobilité, par le port d'un chapeau à larges bords, utilisé seulement dans l'uniforme de parade à l'époque contemporaine, décoré de plumes de coq de bruyère présentes également sur les casques de combat moderne, et par sa fanfare défilant au pas de course en jouant l'hymne des bersagliers Flik Flok.
Engagée dans les guerres d'indépendance italiennes du XIXe siècle, cette unité d'élite maintes fois distinguée est également impliquée dans les conflits mondiaux du XXe siècle, dans les actions de secours aux populations ou de lutte contre la criminalité en Italie et dans les interventions de maintien de la paix des XXe et XXIe siècles à l'extérieur sous l'égide de l'ONU.
Les bersagliers volontaires sont réunis au sein d'une association nationale (it), déclinée en sections locales, organisatrice depuis 1923 de rassemblements annuels (it). Le musée de la Porta Pia commémore depuis 1932 le souvenir de la prise de Rome par les bersagliers en 1870, concluant le processus d'unification de l'Italie.

## Étymologie
Le terme français « bersaglier » (pluriel « bersagliers » ou pluriel italien « bersaglieri » attestés) est emprunté à l'italien bersagliere, dérivé de bersaglio, provenant de l'ancien français « bersail », le but ou la cible sur lesquels on tire à l'arc, lui-même dérivé du verbe « berser », tirer à l'arc. Le Littré de 1872-1877 donne « bersailler » pour le nom de ces chasseurs de l'infanterie italienne, en précisant une possible origine latine depuis « vervex », dans le sens de « bélier à rompre les murailles ».

## Historique et organisation

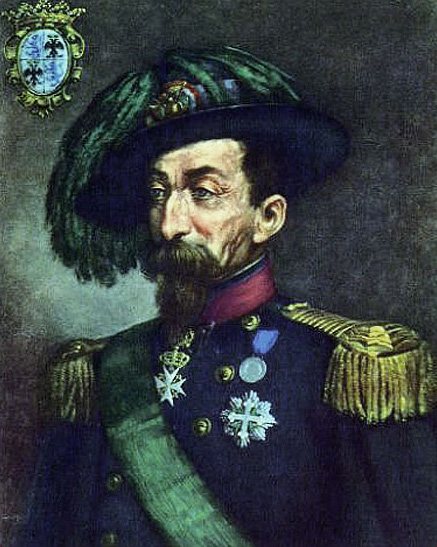
Alessandro La Marmora, fondateur des bersagliers.

### Origine
À l'instar des chasseurs à pied de l'Armée française et parce que le royaume de Sardaigne ne peut pas se permettre la constitution d'un grand corps de cavalerie, un corps d'infanterie de tireurs rapides lui est nécessaire. Le corps des bersagliers est institué le 18 juin 1836 par décret du roi Charles-Albert de Sardaigne, sur la proposition d'Alessandro La Marmora, alors capitaine du régiment des gardes (it),.
La première apparition publique des bersagliers se déroule à l'occasion d'un défilé militaire, le 1er juillet 1836. La 1re compagnie défile dans Turin avec célérité (fréquence de marche : 130 pas par minute). Le corps impressionne le roi Charles-Albert de Sardaigne, qui l'intègre immédiatement en tant qu'unité de l'Armée régulière piémontaise.
Le rôle assigné à la nouvelle formation prévoit les typiques fonctions de l'infanterie légère — exploration, premier contact avec l'ennemi et flanquement de l'infanterie de ligne (sans cependant s'aligner ou se mêler à celle-ci) — mais se caractérise, conformément aux intentions de son fondateur, par une vélocité d'exécution inédite et une polyvalence faisant de ses membres, outre des chasseurs, des sapeurs avant la lettre.
Les soldats sont formés à la résistance physique et à l’excellence. L'indépendance et l'esprit d'initiative des bersagliers sont encouragés afin que ceux-ci puissent fonctionner en tant qu’unités indépendantes et autonomes. Les hommes sont exercés à la course et au tir avec des fusils modernes à chargement arrière, prompts à l'action, même isolée, pour engager par surprise l'adversaire dans des actions de trouble avec la claire intention d'en déranger les plans.
Tout au long du XIXe siècle, sous la direction de La Marmora, les bersagliers remplissent le rôle des tirailleurs, mais agissent aussi, lorsque cela est nécessaire, comme des troupes de choc. Organisés en petits groupes, les bersagliers peuvent aussi être engagés contre la cavalerie pour en stopper la charge. Ils sont à l'origine destinés à servir comme troupes de montagne. Le guide de montagne Jean-Antoine Carrel est un bersaglier. Lorsque le corps des alpins est créé, en 1872, une forte rivalité naît entre les deux corps d'élite.

### Guerres d'Indépendance italiennes
Les quatre premières compagnies, plus tard fondues dans le 1er bataillon, sont formées respectivement en juillet 1836 pour la 1re, janvier 1837 pour la 2e, janvier 1840 pour la 3e et février 1843 pour la 4e. Les bersagliers connaissent alors leur baptême du feu le 8 avril 1848, à la bataille du pont de Goito au début de la première guerre d'indépendance italienne où Alessandro La Marmora est gravement blessé. Un second bataillon est formé le 23 avril 1848. Le 22 juillet 1848, les bersagliers repoussent temporairement les troupes du maréchal Joseph Radetzky à Rivoli Veronese, lors de la première journée de la bataille de Custoza.
Porté à cinq le 30 décembre 1848, le nombre de bataillons est augmenté, le 10 mars 1849, des deux unités de la division lombarde. En avril 1849, les troupes, commandée par Alessandro La Marmora, interviennent pour réprimer les mouvements insurrectionnels de Gênes. Ils mettent la ville à sac, terrorisant la population par des exécutions sommaires, des viols et des violences. En 1856 est créée la charge d'inspecteur du corps des bersagliers avec des attributions de commandant de brigade.
En 1855, les bersagliers fournissent cinq bataillons pour le corps expéditionnaire sarde de la guerre de Crimée, le royaume de Sardaigne étant l'allié de la France et du Royaume-Uni. Engagés dans la bataille de la Tchernaïa, ils subissent encore plus de pertes en raison d'une épidémie de choléra dont meurt La Marmora. À l'imitation des zouaves aux côtés desquels ils servent dans cette guerre, les bersagliers adoptent le fez rouge à gland bleu qu'ils portent dès lors comme couvre-chef de tous les jours.
Les bersagliers sont toujours présents dans les batailles de la deuxième guerre d'indépendance italienne comme celle de Magenta du 4 juin 1859 où ils fournissent dix bataillons.

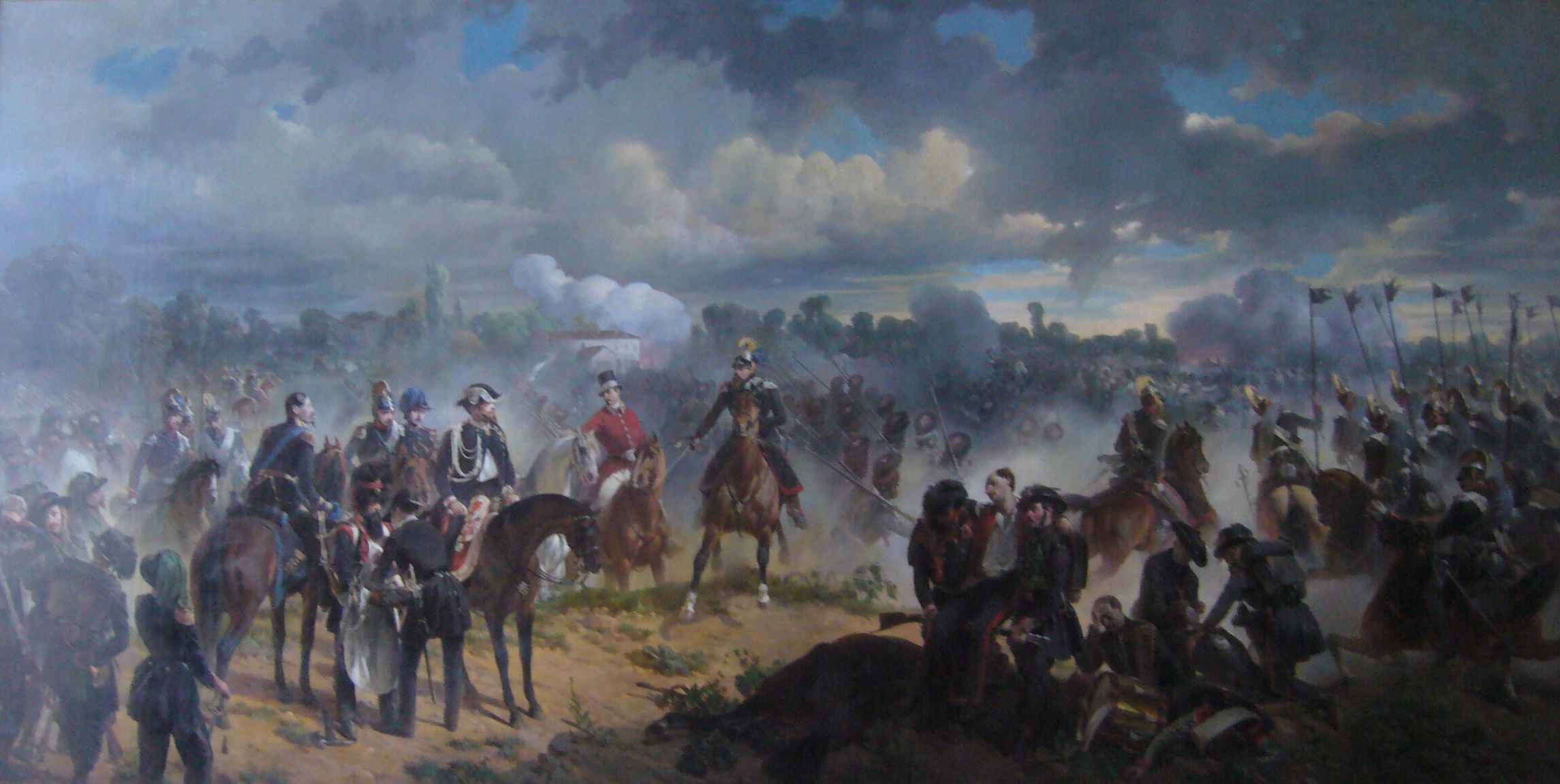
Baptême du feu pour les bersagliers à la bataille de Goito (1848).
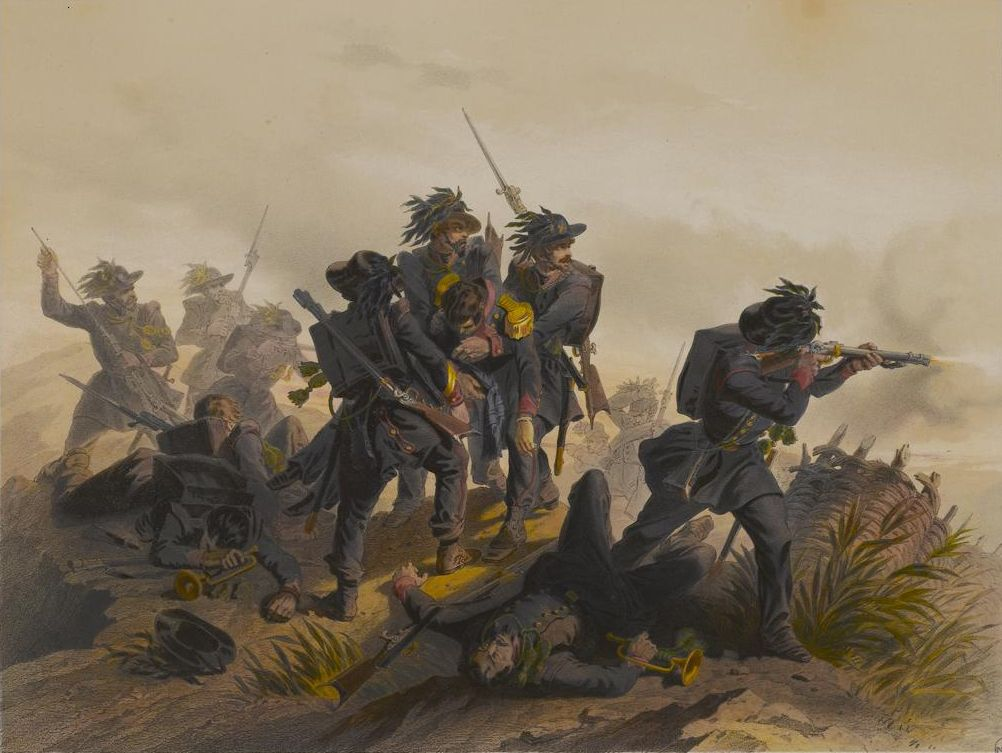
Épisode de Rivoli Veronese, 1re journée de la bataille de Custoza (1848).
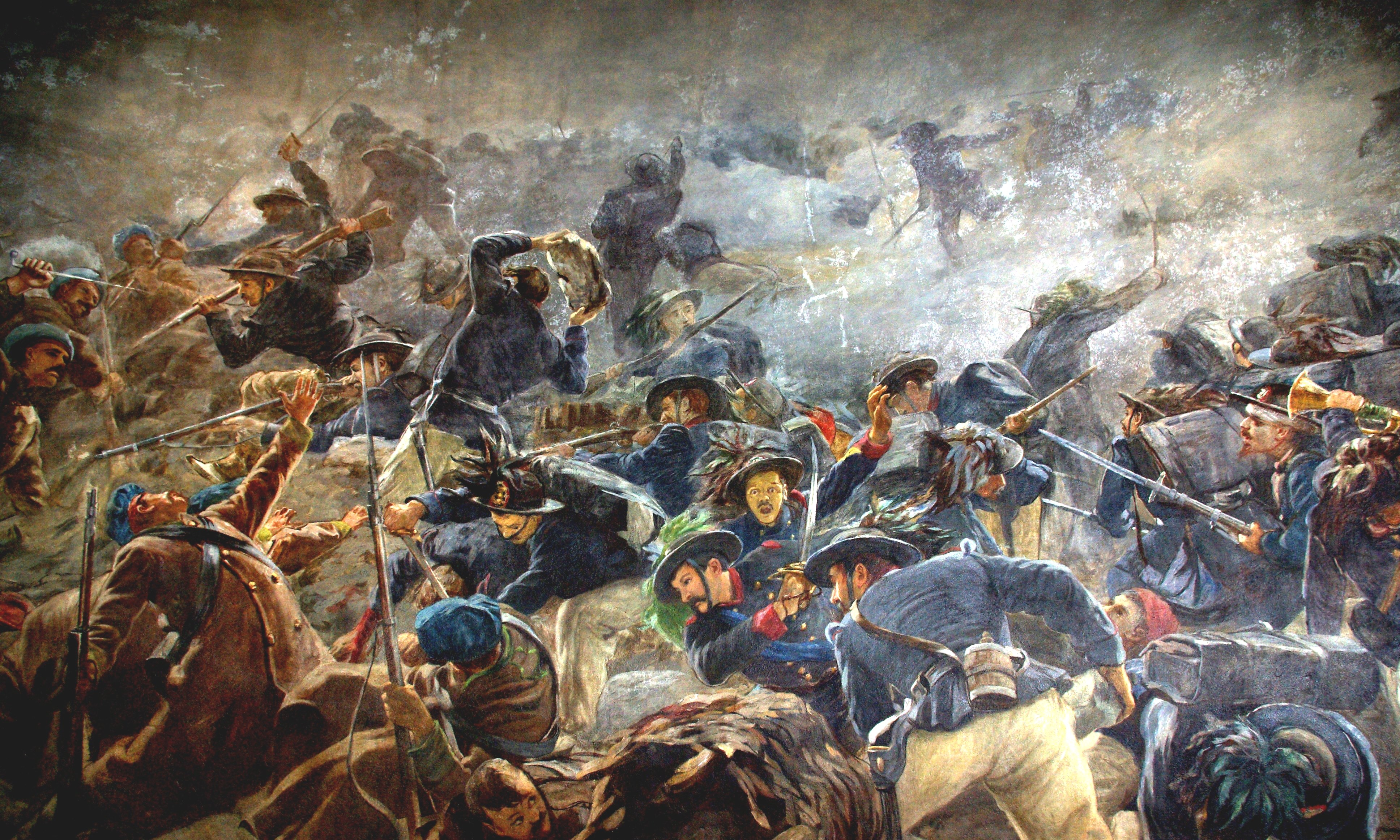
Bataille de la Tchernaïa en Crimée (1855).
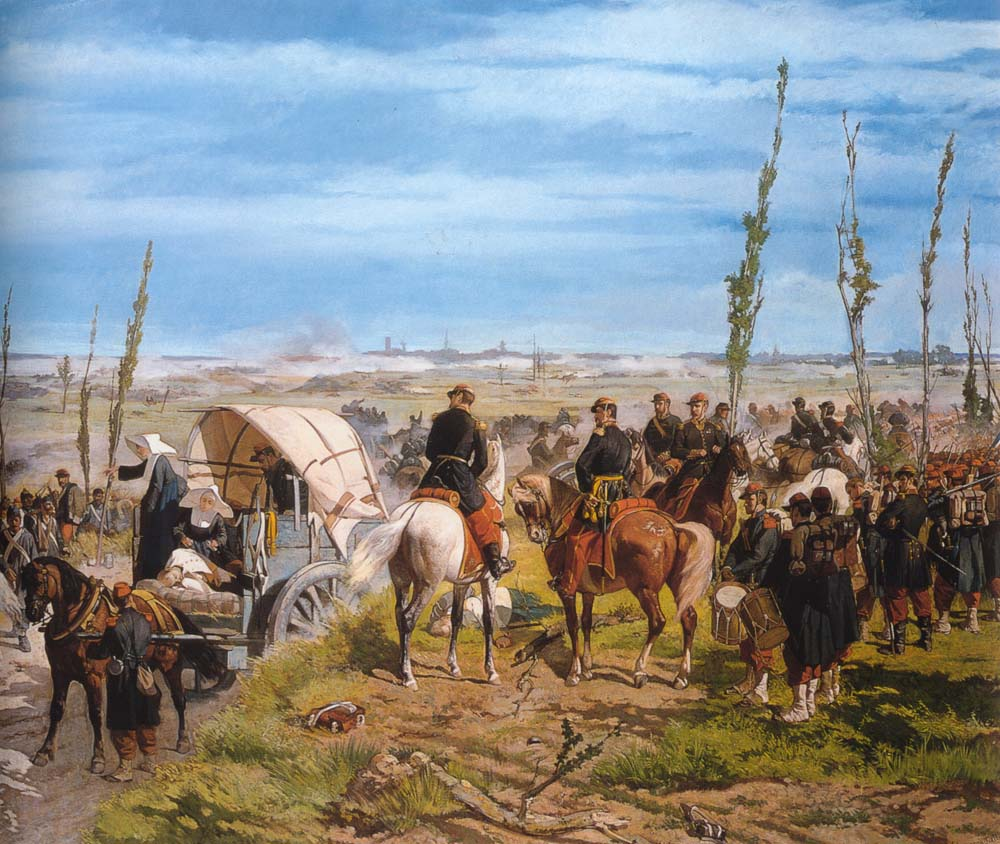
Giovanni Fattori, Le Camp italien après la bataille de Magenta (1861).

Avec le temps, le nombre de bataillons est passé de 10 en 1852, à 16 en 1859, à 27 en 1860 et à 36 en 1861. Lorsque l'Armée sarde devient l'Armée royale d'Italie en 1860, les 36 bataillons existants sont réunis en six régiments avec des tâches administratives et disciplinaires. Les régiments sont assignés aux corps d'armée correspondants et les bataillons répartis dans les divisions en tant qu'unités de reconnaissance :
- 1er régiment de bersagliers dans le 1er corps d'armée avec les bataillons I, IX, XIII, XIX, XXI et XXVII
- 2e régiment de bersagliers (it) dans le 2e corps d'armée avec les bataillons II, IV, X, XV, XVII et XVIII
- 3e régiment de bersagliers dans le 3e corps d'armée avec les bataillons III, V, VIII, XX, XXIII et XXV
- 4e régiment de bersagliers (it) dans le 4e corps d'armée avec les bataillons VI, VII, XI, XII, XXXV et XXXVI
- 5e régiment de bersagliers (it) dans le 5e corps d'armée avec les bataillons XIV, XVI, XXII, XXIV, XXVI et XXXIV
- 6e régiment de bersagliers (it) dans le 6e corps d'armée avec les bataillons XXVIII, XXIX, XXX, XXXI, XXXII et XXXIII

Après l’unification de l’Italie, les bersagliers sont employés contre le brigandage au sud. À cette occasion leur corps se révèle particulièrement adapté à la rudesse et à l’hostilité du territoire. Les opérations de pacification mises en œuvre par le gouvernement se caractérisent par des épisodes particulièrement brutaux et cruels comme en Basilicate où sévit le fameux brigand Carmine Crocco.
La troisième guerre d'indépendance italienne qui aboutit à l'intégration de la Vénétie et du Frioul dans le jeune royaume d'Italie voit encore en 1866 la participation des bersagliers dans les batailles comme celle de Custoza.
Leur action la plus célèbre survient le 20 septembre 1870 lorsque les bersagliers prennent d'assaut la ville papale à travers la brèche créée par l'artillerie dans le mur d'Aurélien près de la Porta Pia conduisant à la prise de Rome, à la fin du pouvoir temporel du pape et à la conclusion du processus d'unification de l'Italie.

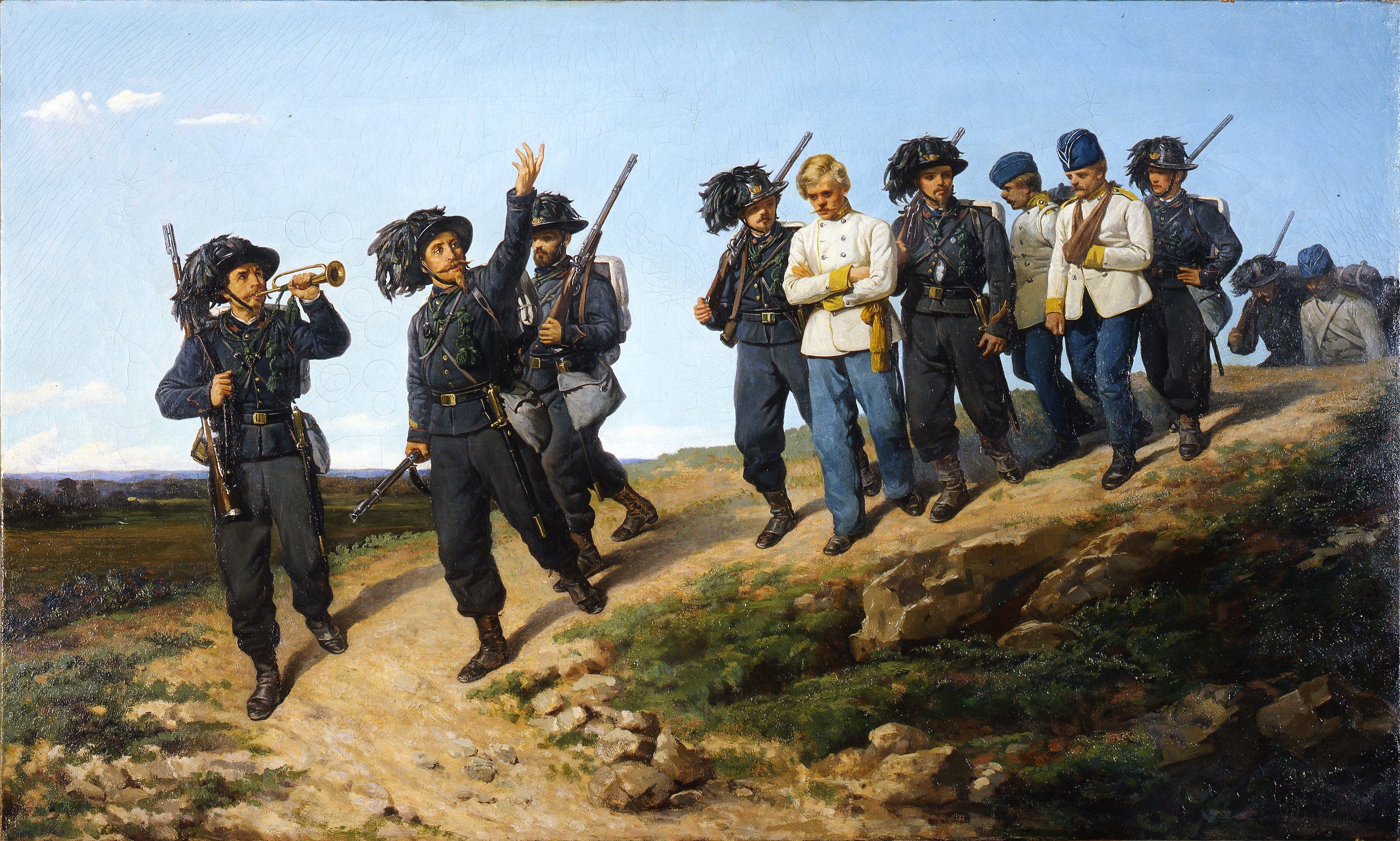
Silvestro Lega, Ritorno dei bersaglieri italiani da una ricognizione (1861).
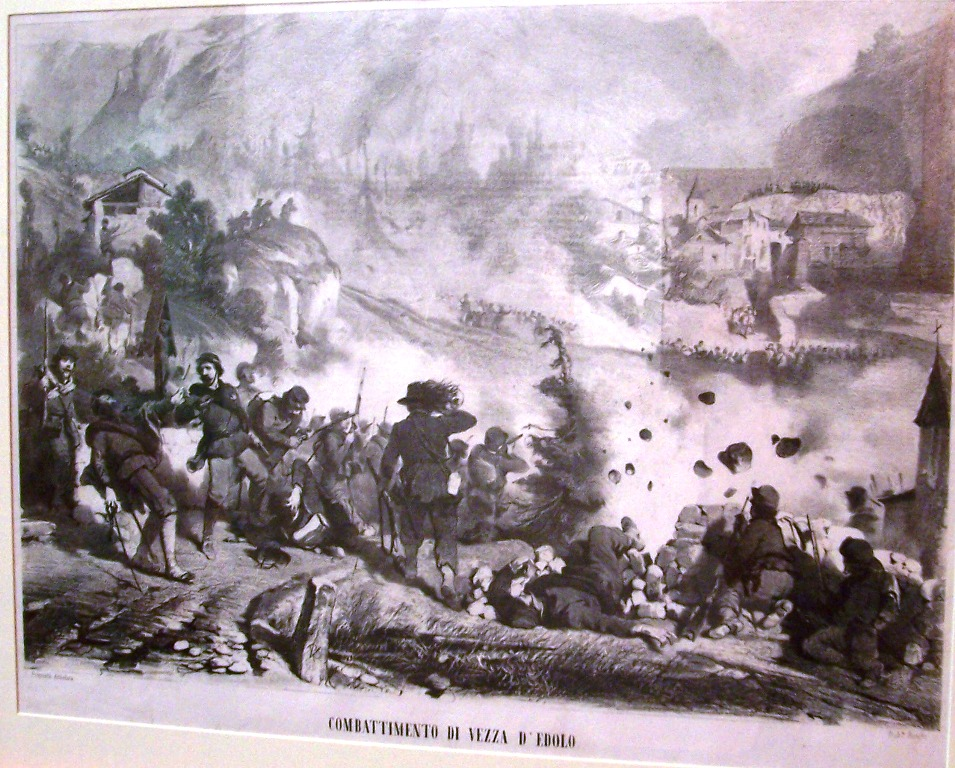
Bersagliers à la bataille de Vezza d'Oglio (it) (1866).
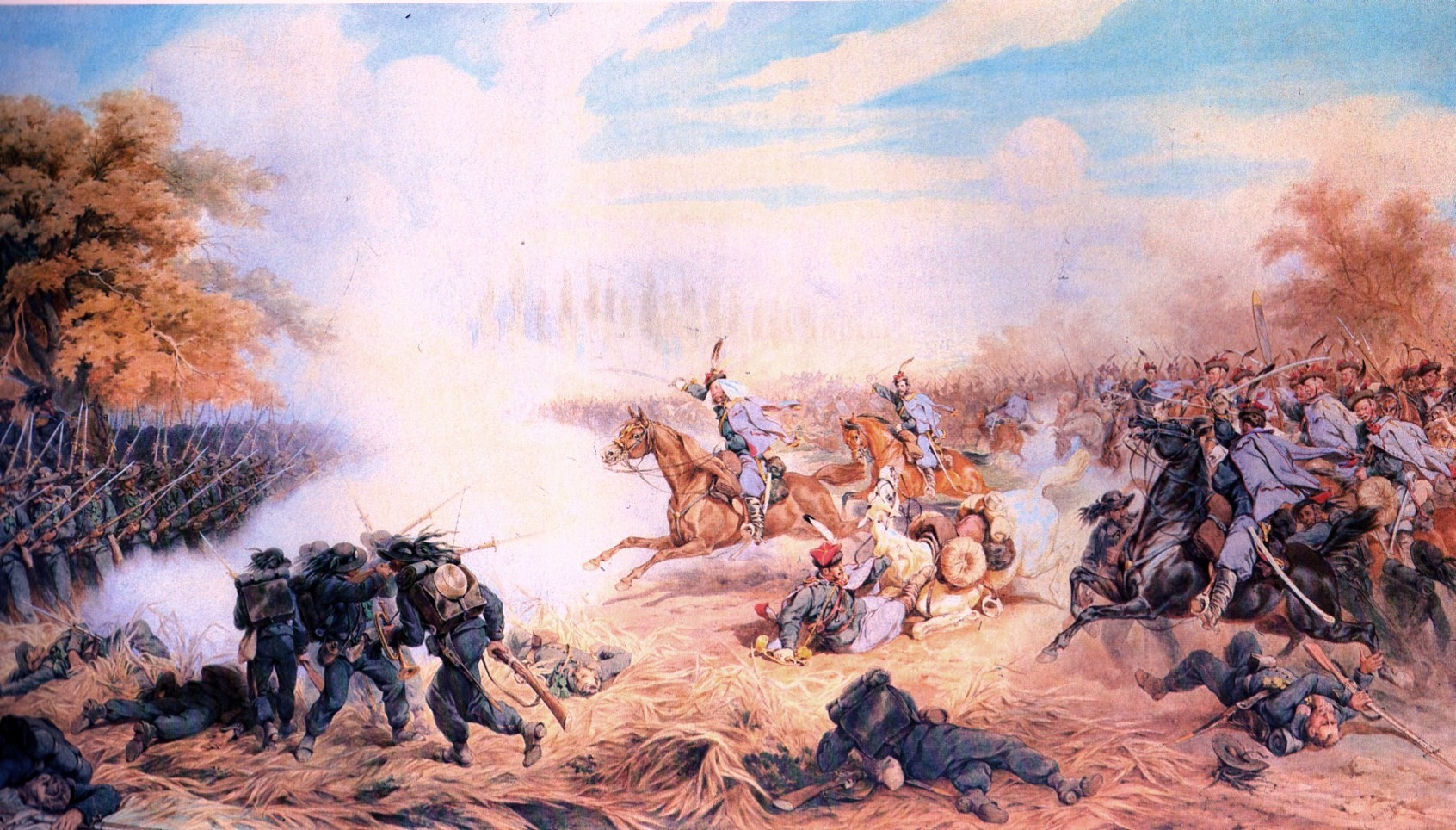
Juliusz Kossak, Le 13e régiment austro-hongrois attaquant les bersagliers durant la bataille de Custozza en 1866 (1868).
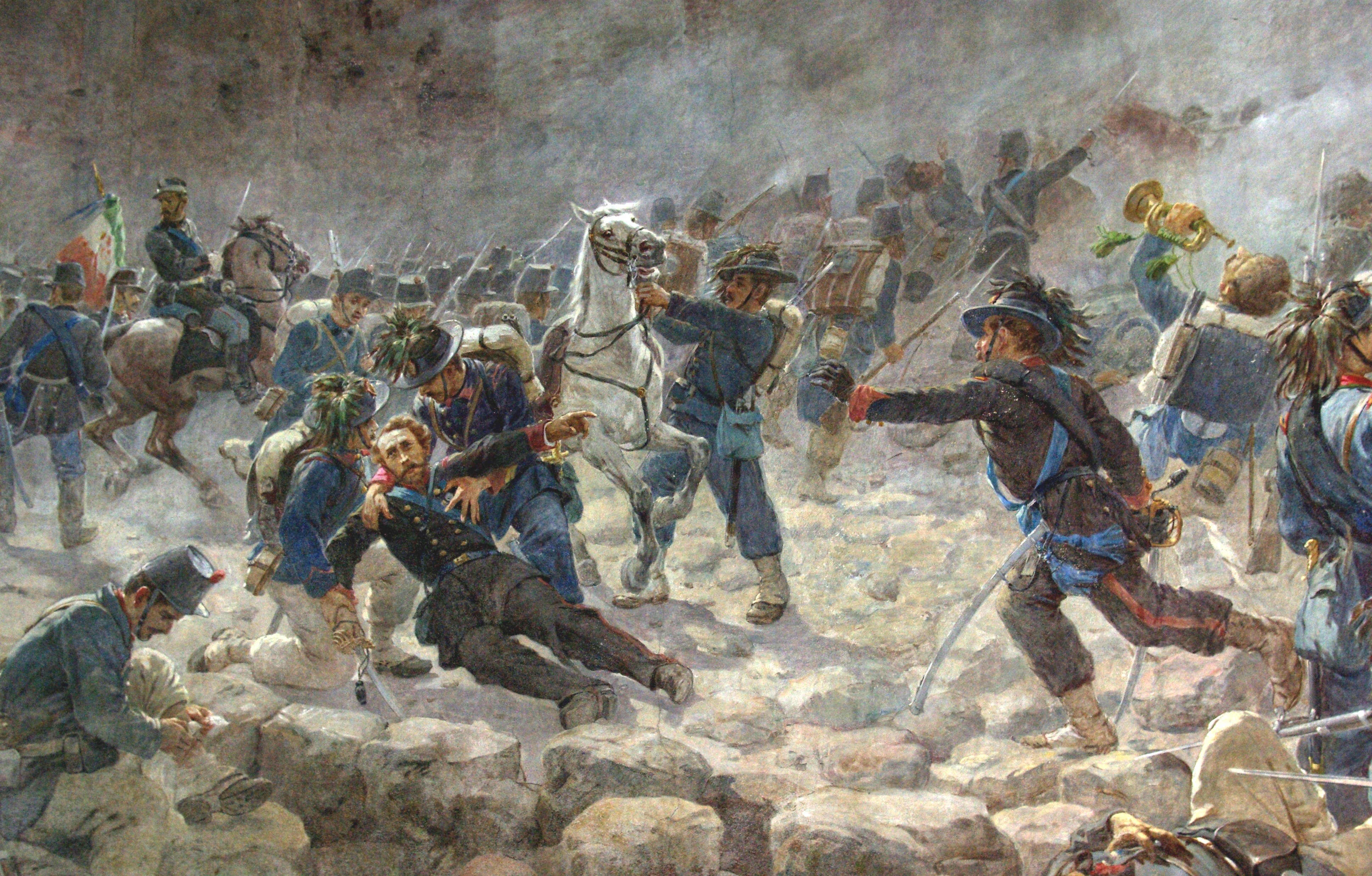
Les bersagliers à Porta Pia (1870).

Protagonistes de la prise de Rome, les bataillons perdent leur autonomie opérationnelle le 1er janvier 1871 et passent sous la dépendance des régiments portés à 10 avec chacun 3 bataillons. En 1883, deux régiments supplémentaires sont ajoutés.
- 1er régiment de bersagliers dans le 1er corps d'armée avec les bataillons I, VII et IX
- 2e régiment de bersagliers (it) dans le 2e corps d'armée avec les bataillons II, IV, et XVII
- 3e régiment de bersagliers dans le 3e corps d'armée avec les bataillons XVIII, XX, and XXV
- 4e régiment de bersagliers (it) dans le 4e corps d'armée avec les bataillons XXVI, XXIX and XXXI
- 5e régiment de bersagliers (it) dans le 5e corps d'armée avec les bataillons XIV, XXII and XXIV
- 6e régiment de bersagliers (it) dans le 6e corps d'armée avec les bataillons VI, XIII and XIX
- 7e régiment de bersagliers (it) dans le 7e corps d'armée avec les bataillons VIII, X and XI
- 8e régiment de bersagliers dans le 8e corps d'armée avec les bataillons III, V and XII
- 9e régiment de bersagliers (it) dans le 9e corps d'armée avec les bataillons XXVIII, XXX and XXXII
- 10e régiment de bersagliers (it) dans le 10e corps d'armée avec les bataillons XVI, XXXIV and XXXV
- 11e régiment de bersagliers (it) dans le 11e corps d'armée avec les bataillons XV, XXVII and XXXIII
- 12e régiment de bersagliers (it) dans le 12e corps d'armée avec les bataillons XXI, XXIII and XXXVI

### Première Guerre mondiale

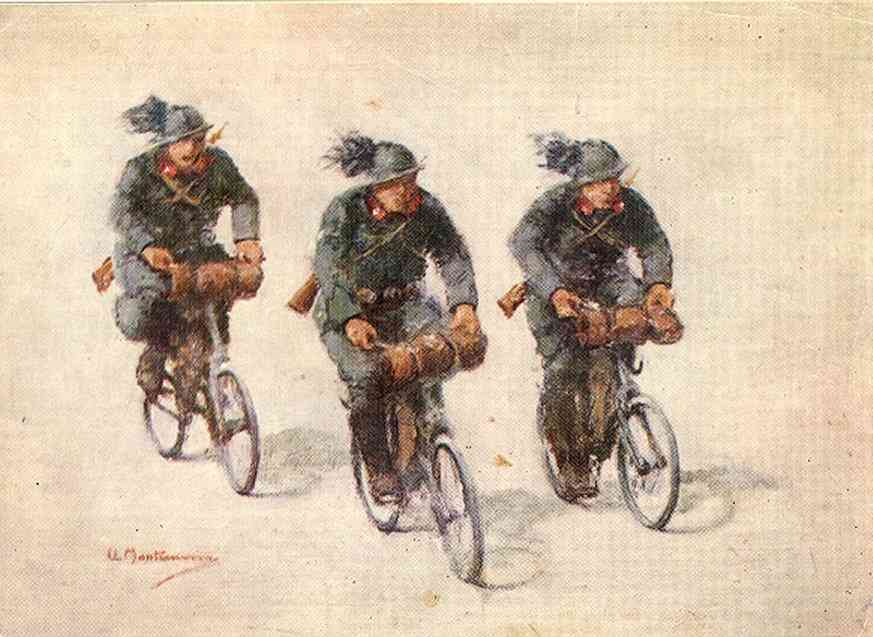
Bersagliers cyclistes (1915-1918).

Par une ordonnance de 1910, chaque régiment est renforcé d'un bataillon d'infanterie cycliste (supprimé en mars 1919). Pendant la Première Guerre mondiale (1915-1918) le corps est organisé en deux divisions spéciales, 7 brigades, 21 régiments et 5 bataillons autonomes, les douze régiments existants étant renforcés par neuf unités supplémentaires nouvellement créées. Les bersagliers se battent avec distinction sur le front italien. Sur les 210 000 membres des régiments de bersagliers, 32 000 sont tués et 50 000 blessés. Le dernier vétéran survivant de la Première Guerre mondiale, Delfino Borroni, a servi dans le 6e régiment (it) de Bologne. Autre membre à servir (et à être blessé) : Benito Mussolini.
Un contingent de bersagliers est envoyé à la campagne du Sinaï et de la Palestine en 1917, où ils sont attachés à la force expéditionnaire d'Égypte commandée par le général Edmund Allenby. Leur « principal rôle politique » est d'affirmer les « prérogatives ecclésiastiques héréditaires en lien avec les églises chrétiennes à Jérusalem et Bethléem ».
Après la guerre les neuf régiments créés pour la période de guerre sont dissous et le nombre de bataillons de bersagliers dans les régiments restants est réduit à deux par unité. Un nouveau rôle apparaît dans l'infanterie légère dans le cadre de l'engagement de l'Italie à la guerre de mouvement. Les bersagliers d'après-guerre sont convertis en infanterie cycliste pour combattre aux côtés de la cavalerie dans les divisions celeri (rapides). Ces unités d'élite au moral élevé et à l'esprit agressif sont considérées comme une alternative à l'impasse tactique de la guerre de tranchée de 1915-1918. Les bersagliers ont donné à l'Italie des formations hautement qualifiées, appropriées au service à la fois de la cavalerie et des chars. Lorsque les divisions blindées sont formées en 1939, le lien entre les bersagliers et la guerre mobile se poursuit. À chaque nouvelle division blindée et motorisée est alloué un régiment de bersagliers.

### Guerres coloniales italiennes
Des divisions de bersagliers participent aux opérations d'occupation de l'Albanie. Le corps expéditionnaire est composé de deux groupes. Font partie du premier 12 bataillons de bersagliers : 9 cyclistes, 1 motocycliste, 1 auto-porté et 1 mixte. Les divisions sont ainsi encadrées :
- Colonne de Durazzo : commandement du 2e régiment
- Colonne de San Giovanni de Medua : commandement du 9e régiment
- Colonne de Valona : commandement du 1er régiment
- Colonne de Santi Quaranta : commandement du 12e régiment

En 1920, la révolte des bersagliers d'Ancône est à l'origine de l'abandon de l'occupation de l'Albanie par l'Italie.

### Seconde Guerre mondiale
Les bersagliers sont aussi présents pendant la guerre de libération avec le 4e régiment et le bataillon « Goito ». L'Italie s'engage dans la Seconde Guerre mondiale avec 12 régiments de bersagliers de trois bataillons chacun. Encadrés par des divisions blindées, motorisées et d’intervention rapide, ils combattent sur tous les fronts. Au cours des années précédentes, l'Armée italienne a résisté aux influences visant à restreindre leurs qualités et les recrues ont continué à être d'une taille et d'une endurance au-dessus de la moyenne et à recevoir un entraînement physiquement intense et apte à les qualifier comme tireurs d'élite. Durant la guerre, un régiment de bersaglier supplémentaire, le 18e, est créé avec ses trois bataillons dont l'un seulement participe aux combats.
- 1er régiment de bersagliers avec les bataillons I, VII, IX, unité du 3e corps d'armée (en), rejoint la 2e division rapide « Emanuele Filiberto Testa di Ferro » (en) en mars 1942
- 2e régiment de bersagliers (it) avec les bataillons II, IV, XVII
- 3e régiment de bersagliers avec les bataillons XVIII, XX, XXV, unité de la 3e division rapide « Amedeo Duca d'Aosta » (en)
- 4e régiment de bersagliers (it) avec les bataillons XXVI, XXIX, XXXI
- 5e régiment de bersagliers (it) avec les bataillons XIV, XXII, XXIV, unité de la 131e division blindée « Centauro »
- 6e régiment de bersagliers (it) avec les bataillons VI, XIII, XIX, à l'origine unité de la 2e division rapide « Emanuele Filiberto Testa di Ferro » (en), rejoint la 3e division rapide « Amedeo Duca d'Aosta » (en) sur le front de l'Est en mars 1942
- 7e régiment de bersagliers (it) avec les bataillons VIII, X, XI, unité de la 102e division motorisée « Trento »
- 8e régiment de bersagliers avec les bataillons III, V, XII, unité de la 132e division blindée « Ariete »
- 9e régiment de bersagliers (it) avec les bataillons XXVIII, XXX, XXXII, unité de la 101e division motorisée « Trieste »
- 10e régiment de bersagliers (it) avec les bataillons XVI, XXXIV, XXXV
- 11e régiment de bersagliers (it) avec les bataillons XV, XXVII, XXXIII, unité de la 1re division rapide « Eugenio di Savoia » (en)
- 12e régiment de bersagliers (it) avec les bataillons XXI, XXIII, XXXVI, unité de la 133e division blindée « Littorio »
- 18e régiment de bersagliers avec les bataillons LXVII, LXVIII, LXIX, unité en garnison dans le Sud de la France ; le LXVII bataillon est envoyé sur le front de l'Est au printemps 1942

Les bersagliers combattent dans le sud de la France puis en Grèce. Par la suite, des régiments de bersagliers sont aussi déployés sur le front de l'Est. Un bataillon participe également à la campagne d'Afrique de l'Est.
Après l'armistice de Cassibile entre le royaume d'Italie et les alliés occidentaux le 8 septembre 1943, l'Italie est divisée en deux. La République de Salò poursuit la guerre aux côtés de l'Allemagne nazi. Son Armée, l'Armée républicaine nationale crée la 1re division de bersagliers « Italia » qui est attachée à la 14e Armée allemande dans un secteur des Apennins du Nord. La division combat le long de la ligne gothique. À la fin de l'offensive alliée finale, les dernières divisions de l'Armée fasciste italienne se rendent, en même temps que deux divisions de la Wehrmacht, après la Bataille de Collechio,,.
En 1946, le 3e régiment est reconstitué ainsi que le 8e régiment en 1949, rassemblés en 1975 au sein de la brigade de bersagliers « Garibaldi ».

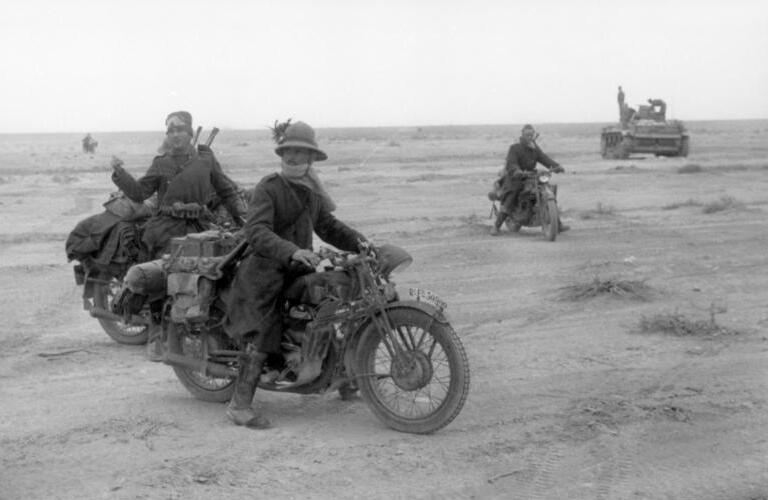
Militaires motocyclistes italiens en Afrique du Nord (au premier plan un bersaglier), Archives fédérales allemandes.
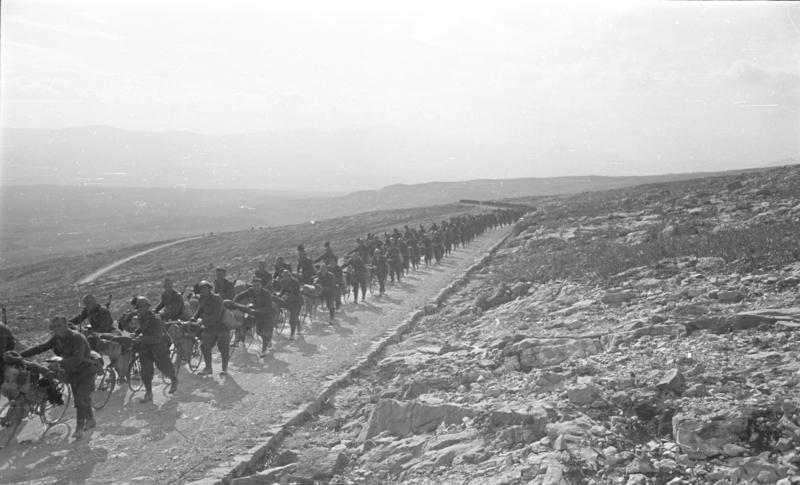
Colonne de bersagliers cycliste en Yougoslavie (archives fédérales allemandes).
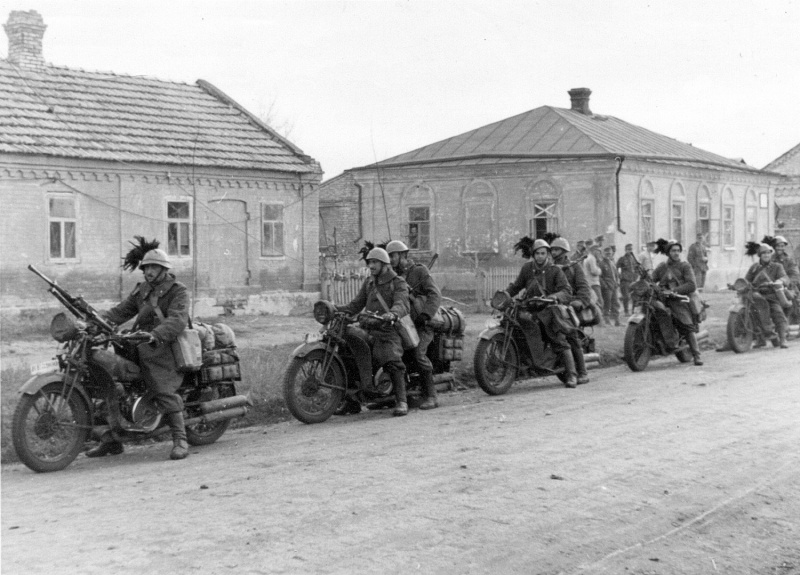
Bersagliers motocyclistes en Russie (1941).
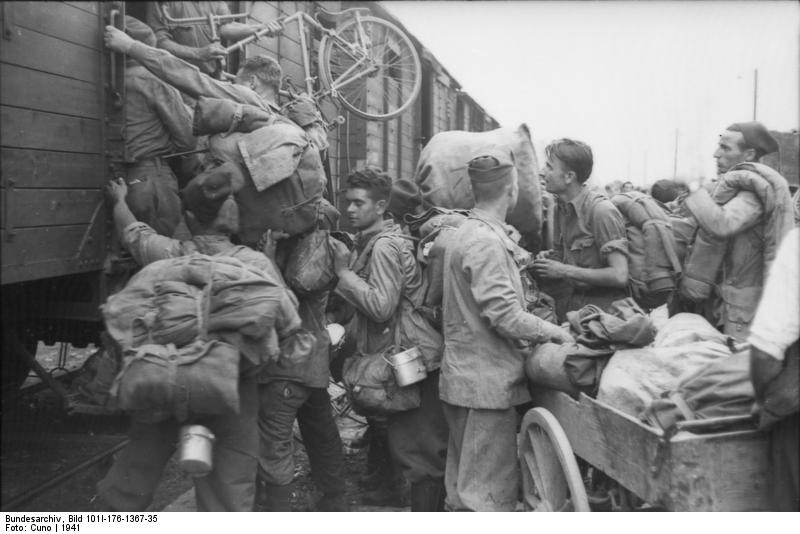
Transport de troupes de bersagliers dans les Balkans (1941).

### Guerre froide

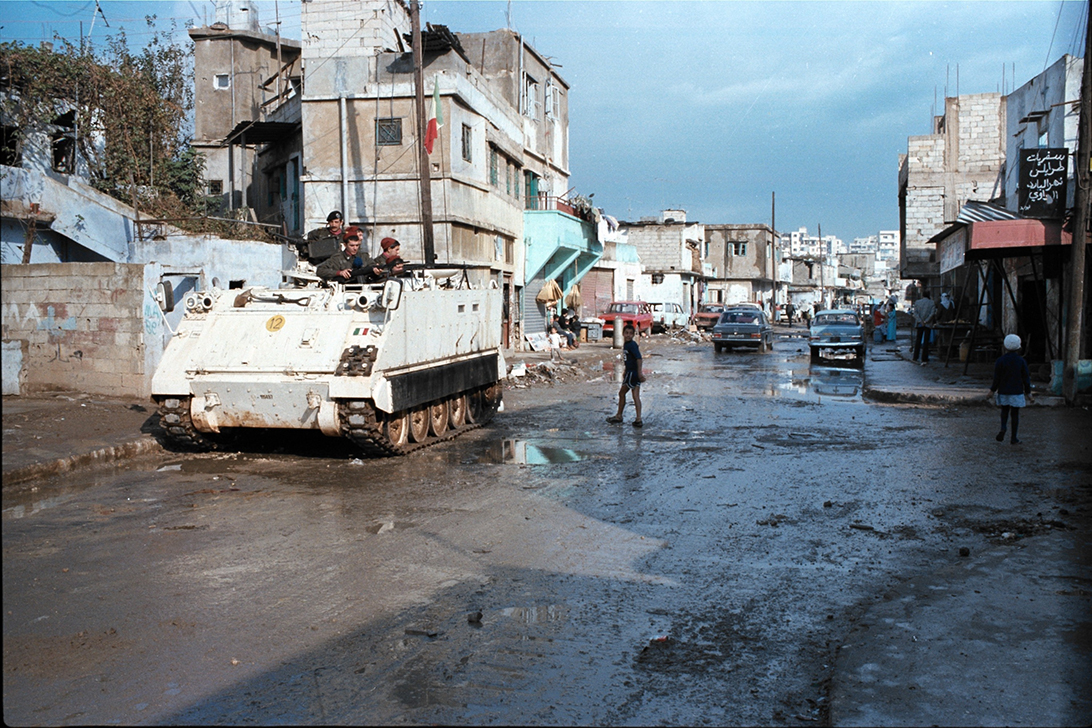
Soldats du 2e bataillon de bersagliers « Governolo » en patrouille avec la force multinationale de sécurité à Beyrouth en 1982.

Durant la guerre froide, les bersagliers sont exclusivement employés comme infanterie mécanisée. Les bataillons de bersagliers font partie des régiments blindés ou mécanisés des divisions blindées de l'Armée, les régiments mécanisés correspondant à deux bataillons de bersagliers et un bataillon de chars, tandis que les régiments de char correspondent à deux bataillons de chars et un bataillon de bersagliers. Les régiments d'infanterie blindée sont rattachés à la division motorisée avec un bataillon de char et un bataillon de bersagliers.
Les bataillons de bersagliers sont sans exception équipés de véhicule de transport de troupes M113. Les deux seuls régiments de bersagliers actifs à cette époque sont le 3e et le 8e au sein respectivement de la 131e division blindée « Centauro » et de la 132e division blindée « Ariete ».
En 1975, l'Armée italienne abolit le niveau « régiment ». Les bataillons deviennent indépendants et sont affectés aux brigades nouvellement formées : la brigade mécanisée « Goito » (en) prend le commandement du régiment et des unités du 3e bersaglieri, et la brigade mécanisée « Garibaldi » celui du 8e. Les deux brigades reçoivent un bataillon supplémentaire de bersagliers issus des régiments d'infanterie blindée dissous et se voient ainsi composées — à l'exception de l'équipage des chars et des artilleurs — du seul corps des bersagliers qui compose en outre les cinq compagnies anti-chars associées aux brigades blindées « Ariete (en) », « Centauro (en) » et « Mameli (en) ».
Les bataillons reçoivent leurs drapeaux et traditions des régiments de bersagliers dissous et chacun est nommé en l'honneur et en commémoration d'un événement significatif auquel il a participé ou à une personnalité emblématique pour les bersagliers comme Alessandro La Marmora ou Giuseppe Garibaldi (Caprera). Le 3e bataillon de bersagliers « Cernaia » reçoit par exemple son nom honorifique en commémoration de la conduite du régiment dans la bataille de la Tchernaïa durant la guerre de Crimée en 1855. Dans la liste qui suit le nom honorifique des unités actives en 1986 est lié à l'article relatif à l'événement, au lieu ou à la personnalité qu'il commémore :
- 1er bataillon de bersagliers « La Marmora » basé à Civitavecchia, Latium, (attaché à la brigade mécanisée « Granatieri di Sardegna »)
- 2e bataillon de bersagliers « Governolo (it) » basé à Legnano, Lombardie (attaché à la brigade mécanisée « Legnano » (en))
- 3e bataillon de bersagliers « Cernaia » basé à Pordenone, Frioul-Vénétie Julienne (attaché à la brigade mécanisée « Garibaldi »)
- 6e bataillon de bersagliers « Palestro » basé à Turin, Piémont (attaché à la brigade mécanisée « Goito » (en))
- 10e bataillon de bersagliers « Bezzecca » basé à Solbiate Olona, Lombardie (attaché à la brigade mécanisée « Goito »)
- 11e bataillon de bersagliers « Caprera » basé à Orcenico Superiore (it), Frioul (attaché à la brigade mécanisée « Garibaldi »)
- 14e bataillon de bersagliers « Sernaglia » basé à Albenga, Ligurie (attaché au 3e corps d'armée (en))
- 18e bataillon de bersagliers « Poggio Scanno » basé à Milan, Lombardie (attaché à la brigade mécanisée « Goito »)
- 23e bataillon de bersagliers « Castel di Borgo (it) » basé à Tauriano, Frioul (attaché à la brigade blindée « Mameli » (en))
- 26e bataillon de bersagliers « Castelfidardo » basé à Maniago, Frioul (attaché à la brigade mécanisée « Garibaldi »)
- 27e bataillon de bersagliers « Jamiano » basé à Aviano, Frioul (attaché à la brigade blindée « Ariete » (en))
- 28e bataillon de bersagliers « Oslavia (it) » basé à Bellinzago Novarese, Piémont (attaché à la brigade blindée « Centauro » (en))
- 67e bataillon de bersagliers « Fagarè (it) » basé à Persano, Campanie (attaché à la brigade mécanisée « Pinerolo » (en))

Avec la fin de la guerre froide, l'armée italienne engage une réduction du personnel et des unités qui affecte également le corps des bersagliers. Le 1er juin 1991, la brigade mécanisée « Goito » est dissoute et la brigade mécanisée « Garibaldi » est transférée dans le Sud à Caserte, le nombre d'unités dans le Nord de l'Italie devant être réduit. La brigade mécanisée « Garibaldi » arrive à Caserte le 1er juillet 1991 et change son nom en 8e brigade de bersagliers « Garibaldi ». Dans le même temps, les bataillons retrouvent leur appellation de « régiment » sans changement de composition.

### Maintien de la paix dans le monde
Les bersagliers modernes de la brigade « Garibaldi » ont servi dans le cadre du maintien de la paix dans la force multinationale de sécurité à Beyrouth, lors des guerres de Yougoslavie et de la guerre civile somalienne. Ils ont également été actifs lors de la Guerre d'Irak.

### Structure actuelle
Alors que dans le passé, la mobilité des bersagliers a été facilitée par leur formation basée sur la rapidité d'exécution et par l'aide de cycles, les corps modernes sont tous mécanisés. Les 1er, 8e et 11e régiments servent dans leur rôle traditionnel d'infanterie mécanisée dans deux brigades lourdes de l'armée tandis que les 3e, 6e et 7e régiments sont le troisième élément de manœuvre des brigades mécanisées d'infanterie.
- 1er régiment de bersagliers, basé à Cosenza (Calabre), attaché à la brigade de bersagliers « Garibaldi » (siège : Caserte, Campanie)
- 3e régiment de bersagliers, basé à Teulada (Sardaigne), attaché à la brigade mécanisée « Sassari » (siège : Sassari, Sardaigne)
- 6e régiment de bersagliers (it), basé à Trapani (Sicile), attaché à la brigade mécanisée « Aoste » (siège : Messine, Sicile)
- 7e régiment de bersagliers (it), basé à Bari (Pouilles), attaché à la brigade mécanisée « Pinerolo » (it) (siège : Bari, Pouilles)
- 8e régiment de bersagliers, basé à Caserte, attaché à la brigade « Garibaldi »
- 11e régiment de bersagliers (it), basé à Orcenico Superiore (it) (Frioul-Vénétie Julienne), attaché à la 132e Brigade blindée « Ariete » (it) (siège : Pordenone, Frioul)

## Traditions
Le premier uniforme des bersagliers est noir avec un chapeau à larges bords appelé vaira en l'honneur de Giuseppe Vayra (it) qui fut le premier à endosser l'uniforme du corps. Le chapeau se porte incliné sur le côté droit de façon à couper à moitié le sourcil jusqu'à couvrir le lobe de l'oreille. Le plumet est composé de plumes de coq de bruyère. Il est destiné à protéger du soleil l'œil droit chargé de viser. Les traditions des bersagliers sont toujours respectées : les insignes de collet (flammes) sont rouge cramoisi, les troupes engagées portent encore le fez rouge que les bersagliers reçurent des zouaves de l'armée française pour rendre hommage à leur bravoure lors de la guerre de Crimée, récemment remplacé par un béret noir. Le chapeau à plumes est toujours porté au cours des cérémonies lors desquelles ils portent également des gants noirs, contrairement aux autres régiments italiens qui portent des gants blancs.

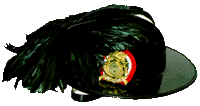
Chapeau à plumes
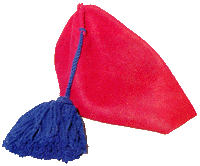
Fez
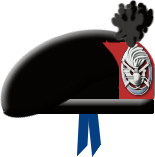
Béret
Flammes
de collet

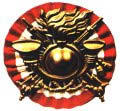
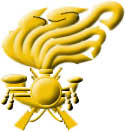
Insignes
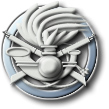

## Fanfare

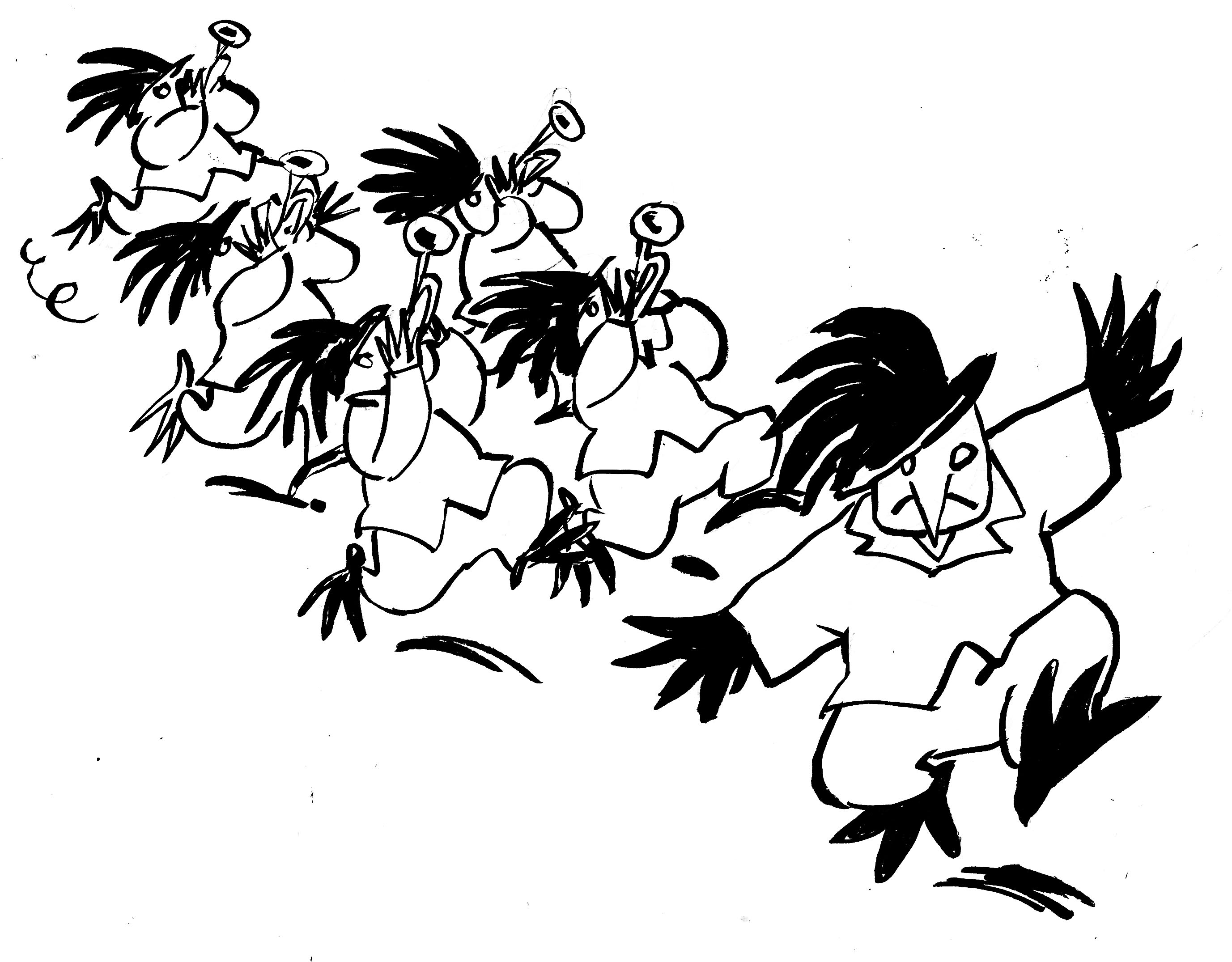
Passo di corsa, caricature par Morburre. D'après Fanfara bersaglieri di San Donà di Piave.

La fanfare est née avec la première compagnie de bersagliers : « [...] marciavano in testa dodici soldati colla carabina sulla spalla sinistra, tenendo nella destra corni da caccia con cui suonavano una marcia allegra, vivace e tale da far venire la voglia di correre anche agli sciancati — Quarenghi ». Les bersagliers ne peuvent pas défiler sans fanfare. L'acte constitutif du 18 juin 1836 précise que pour chaque compagnie il y aurait treize trompettes et un caporal trompettiste. C'est le 1er juillet 1836 qu'ils sortirent pour la première fois de la caserne Ceppi de Turin, où ils étaient nés.
La réunion pour la formation musicale des trompettistes des différentes compagnies fut à l'origine de la fanfare du bataillon qui, après quelques années forma une division en soi tandis que les compagnies continuaient à disposer de leurs propres trompettistes. Aux trompettes se sont avec le temps ajoutés d'autres instruments à vent.
C'est aujourd'hui la seule fanfare militaire au monde, à défiler et jouer au pas de course. L'origine de cet usage se situerait, selon la tradition populaire, à l'entrée dans Rome, par la brèche de la Porta Pia, qui devait s'effectuer au pas de charge mais qui devint spontanément une course des soldats.
Chaque unité de bersagliers comprenait une fanfare, jouant de ses instruments en défilant au même pas que la troupe. Aujourd'hui, en plus de la fanfare de la brigade de bersagliers « Garibaldi », seuls les 6e, le 7e et le 11e régiments possèdent leur propre fanfare. Les bersagliers sont réputés pour leur parade et constituent le symbole de l’élite militaire italienne.
Les premières images du film de William Wyler, Vacances romaines (1953), montrent une fanfare de bersagliers jouant au pas de course lors du défilé militaire auquel assiste, étonnée et ravie, la princesse Ann (Audrey Hepburn).

## Hymne

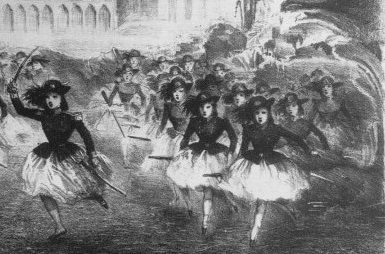
Les ballerines-bersaglières du ballet Flik-Flok.

La Marche des bersagliers ou Flik Flok est l'hymne, composé 25 ans après la création du corps et de sa fanfare, considéré par les patriotes italiens et demeuré dans la mémoire collective comme le symbole musical de l'unification. En 1861, Paolo Taglioni donne à la Scala de Milan Le avventure di Flik e Flok, ballet dont la musique est composée par Peter Ludwig Hertel mettant en scène une troupe de ballerines-bersaglières sur fond de libération de Venise des troupes autrichiennes. La marche de Hertel est tellement fascinante qu'elle est entonnée par le peuple dans les rues et adoptée par les bersagliers eux-mêmes. En 1886, la partition de Hertel est arrangée par le maestro Raffaele Cuconato sur des paroles du poète piémontais Giovanni Gastaldi (pms). C'est ainsi que la musique du ballet de Paolo Taglioni est devenue l'hymne des bersagliers. Le public et les bersagliers eux-mêmes nomment parfois la marche par le titre raccourci du ballet Flik Flok.